# America’s Most Wanted (Fernsehshow)

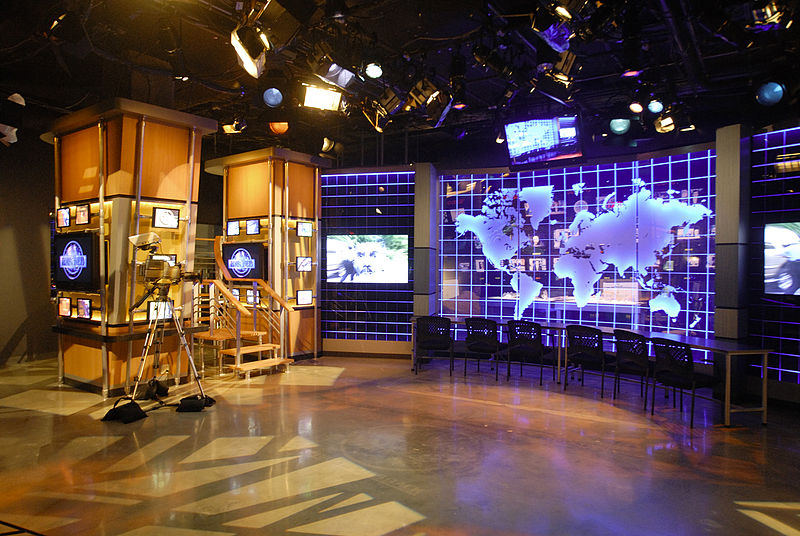
Das TV-Studio von America’s Most Wanted im National Museum of Crime & Punishment

America’s Most Wanted war eine US-amerikanische Dokumentarfernsehsendung, die zunächst von 1988 bis 2011 auf Fox ausgestrahlt wurde, danach aber noch für zwei weitere Jahre beim Kabelsender Lifetime gezeigt wurde. Die Sendung diente der Aufklärung von Straftaten und dem Aufspüren von Tatverdächtigen.
Thematische Vorgänger der Sendung waren die deutschsprachige Sendung Aktenzeichen XY … ungelöst und das britische Crimewatch. In jeder Episode wurden Beiträge ausgestrahlt, in denen Schauspieler echte Verbrechen nachspielten. Danach wurden die Zuschauer aufgerufen, sich als Zeugen zu melden. Laut eigenen Aussagen konnten so bis 12. September 2009 1089 Verbrecher gefasst werden. Im September 1996 wurde die Show abgesetzt, ein Entscheid, der nach massiven Protesten und nachdem die Ersatzsendung hinter den Erwartungen zurückgeblieben war, rückgängig gemacht wurde.
Moderator der Sendung war John Walsh, dessen Sohn 1981 ermordet wurde. Walsh ist auch einer der Eigentümer des National Museum of Crime & Punishment in Washington, D.C., wo sich auch das TV-Studio der Sendung befand.